# James Taylor junior
James Taylor junior (* 15. April 1899 in New York; † 14. Oktober 1970 ebenda) war ein US-amerikanischer Geschäftsmann und von 1960 bis zu seinem Tod Leiter der Raven-Brüder.

## Leben
James Taylor jun. war das fünfte Kind und der jüngste Sohn des aus Irland eingewanderten Geschäftsmanns James Taylor sen., der später zur führenden Persönlichkeit der Raven-Brüder aufstieg.
Bereits im Alter von 19 Jahren gründete James Taylor jun. eine eigene Firma (Taylor Linen Company), in die 1919 auch sein Vater und andere Familienmitglieder eintraten. Etwa 1922 heiratete er Consuelo Johnson aus Council Bluffs (Iowa), mit der er fünf Kinder hatte. Consuelo Taylor starb 1950; ein Jahr später schloss Taylor mit Irene Stevens aus Plainfield eine zweite Ehe, aus der eine weitere Tochter hervorging.
Taylors Vater hatte seit Ende der 1930er Jahre unter den Raven-Brüdern als „der Mann Gottes“ und als Sprachrohr des Heiligen Geistes gegolten. Als er 1953 starb, stellte sich die Frage der Nachfolge. Nach mehrjähriger Unklarheit konnte sich Taylor jun. 1960 gegen seinen Hauptkonkurrenten Gerald Robert Cowell durchsetzen. Taylor warf Cowell vor, das Gebot der Absonderung von der „Welt“ nicht ernst genug zu nehmen (Cowell hielt die Mitgliedschaft in Berufsverbänden in gewissen Fällen für entschuldbar), woraufhin sich Cowells Heimatgemeinde in Hornchurch (England) von ihm trennte. Etwa 8000 Personen solidarisierten sich mit Cowell, die große Mehrheit jedoch erkannte Taylor (genannt „Big Jim“) als neuen Führer an.
Taylor sah seine Aufgabe vor allem in der Regulierung des Alltagslebens der Raven-Brüder: Während seine Vorgänger Darby, Raven und Taylor sen. die „Lehre“ wiederentdeckt bzw. offenbart hätten, sei sein eigener Dienst „praktischer“ Natur. Bereits 1960 forderte er, dass Raven-Brüder nicht mit „Außenstehenden“ essen dürften, selbst wenn es sich um Familienmitglieder handelte; in vielen Fällen kam es daraufhin zu räumlichen Trennungen bis hin zu Ehescheidungen, worüber auch in der Presse berichtet und im britischen Parlament diskutiert wurde. Weitere Verbote betrafen u. a. das Halten von Haustieren, den Besitz von Ferienhäusern und Wohnwagen, den Besuch von Universitäten oder das Benutzen eines gemeinsamen Eingangs mit „Ungläubigen“ in Mietshäusern. 1970 verlangte Taylor, dass die Frauen ihr (langes) Haar offen zu tragen hätten.
Zu einem Eklat kam es im Juli 1970, als Taylor – offenbar unter Alkoholeinfluss (er betrachtete den Alkohol als „Geschöpf Gottes“) – während einer Konferenz in Aberdeen wirre, z. T. obszöne und beleidigende Aussagen machte und nach der Konferenz mit einer verheirateten Frau im Bett überrascht wurde. Etwa 20–30 % der Raven-Brüder (vor allem in Schottland) fielen daraufhin von ihm ab. Taylor selbst bezeichnete die Vorfälle (die wiederum von der Presse verbreitet wurden) im Nachhinein als Hinterhalt, mit dem er habe testen wollen, wer ihm als dem „reinen Mann Gottes“ treu ergeben sei und wer nicht.
Knapp drei Monate später starb Taylor in New York an einem Herzanfall. Sein Nachfolger als Leiter der Raven-Brüder wurde der amerikanische Farmer James Harvey Symington.
Die Mitschriften von Taylors Vorträgen und Konferenzen wurden wie die seiner Vorgänger Raven und Taylor sen. in Buchform veröffentlicht (Ministry by J. Taylor, jr., 138 Bände).